# Horní Lideč
Horní Lideč település Csehországban, Vsetíni járásban. Horní Lideč Lačnov, Francova Lhota, Poteč, Študlov, Lidečko, Střelná és Valašské Příkazy településekkel határos. Lakosainak száma 1308 fő (2024. január 1.).

## Népesség
A település lakosságának változását az alábbi diagram mutatja:
| Lakosok száma | 532  | 476  | 538  | 780  | 1161 | 1397 | 1366 | 1363 | 1319 | 1308 |
|               | 1869 | 1890 | 1921 | 1950 | 1980 | 2001 | 2017 | 2019 | 2022 | 2024 |